# 1509 Esclangona
Esclangona (asteroide 1509) é um asteroide da cintura principal com um diâmetro de 8,17 quilómetros, a 1,8058063 UA. Possui uma excentricidade de 0,0323262 e um período orbital de 931,13 dias (2,55 anos).
Esclangona tem uma velocidade orbital média de 21,80327051 km/s e uma inclinação de 22,32284º.
Este asteroide foi descoberto em 21 de Dezembro de 1938 por André Patry.